# تيفاني هينس
تيفاني هينس (بالإنجليزية: Tiffany Hines)‏ (ولد في 2 سبتمير 1983 في سينسيناتي، أوهايو، الولايات المتحدة) ممثلة أمريكية, عرفت بظهورها في مسلسل درامي أمريكي ما بعد الإستراحة (2006), سي اس آي: التحقيق في موقع الجريمة (2008)

## روابط خارجية
- تيفاني هينس على موقع IMDb (الإنجليزية)
- تيفاني هينس على موقع ألو سيني (الفرنسية)
- تيفاني هينس على موقع تيرنر كلاسيك موفيز (الإنجليزية)
- تيفاني هينس على موقع أول موفي (الإنجليزية)
- تيفاني هينس على موقع قاعدة بيانات الفيلم (الإنجليزية)
- تيفاني هينس على موقع كينوبويسك (الروسية)